# Susana Clement
Susana Clement (Susana Aylen Clement Quezada; * 18. August 1989) ist eine ehemalige kubanische Sprinterin, die sich auf den 400-Meter-Lauf spezialisiert hatte.
2008 gewann sie bei den Leichtathletik-Juniorenweltmeisterschaften in Bydgoszcz Bronze und kam bei den Olympischen Spielen in Peking mit der kubanischen Mannschaft auf den sechsten Platz in der 4-mal-400-Meter-Staffel.
2009 siegte sie mit der kubanischen Stafette bei den Zentralamerika- und Karibikmeisterschaften und wurde bei den Leichtathletik-Weltmeisterschaften in Berlin im Vorlauf eingesetzt; ohne sie belegte das kubanische Quartett im Finale den achten Platz.
2011 siegte sie mit der kubanischen Stafette bei den Panamerikanischen Spielen in Guadalajara.

## Persönliche Bestzeiten
- 200 m: 23,28 s, 14. März 2009, Camagüey
- 400 m: 52,24 s, 26. Mai 2007, Havanna